# Cantone di Argenton-les-Vallées
Il Cantone di Argenton-les-Vallées era una divisione amministrativa dell'arrondissement di Bressuire.
Fino al 1º settembre 2006 si è chiamato Cantone di Argenton-Château, quando il comune di Argenton-Château si è fuso con i comuni di Boësse e Sanzay formando il nuovo comune di Argenton-les-Vallées facendo cambiare nome anche al cantone.
A seguito della riforma approvata con decreto del 18 febbraio 2014, che ha avuto attuazione dopo le elezioni dipartimentali del 2015, è stato soppresso.

## Composizione
Comprendeva parte del comune di Argenton-l'Église e i comuni di:
- Argenton-les-Vallées
- Bouillé-Loretz
- Bouillé-Saint-Paul
- Le Breuil-sous-Argenton
- Cersay
- La Coudre
- Étusson
- Genneton
- Massais
- Moutiers-sous-Argenton
- Saint-Aubin-du-Plain
- Saint-Maurice-la-Fougereuse
- Ulcot
- Voulmentin